# إدورد جلازر
إدورد جلازر (15 مارس 1855 ـ 7 مايو 1908) كان مستشرق وعالم آثار ومستكشف نمساوي. تركزت أعماله في الجزء الجنوبي من شبه الجزيرة العربية جمع خلال زياراته الثلاث لمأرب 1032 نقش يمني قديم ليدرسها في النمسا.
من بين المسافرين إلى الشرق في القرن التاسع عشر، يعتبر إدوارد جلاسر أهم باحث درس اليمن. ساهم في تقدم البحث التاريخي والثقافي، وكشف عن تاريخه القديم ووثق تقاليده المكتوبة والشفوية. لقد فتنته اليمن، وأثار مخيلته، بداية بزيارته الأولى للبلاد (1882-1884). وعاد إليها في ثلاث مناسبات أخرى (1885-1886، 1887-1888، 1892-1894). تخفي جلاسر في اليمن على أنه مسلم يحمل اسم الفقيه حسين بن عبد الله البراقي.

## رحلته إلى اليمن

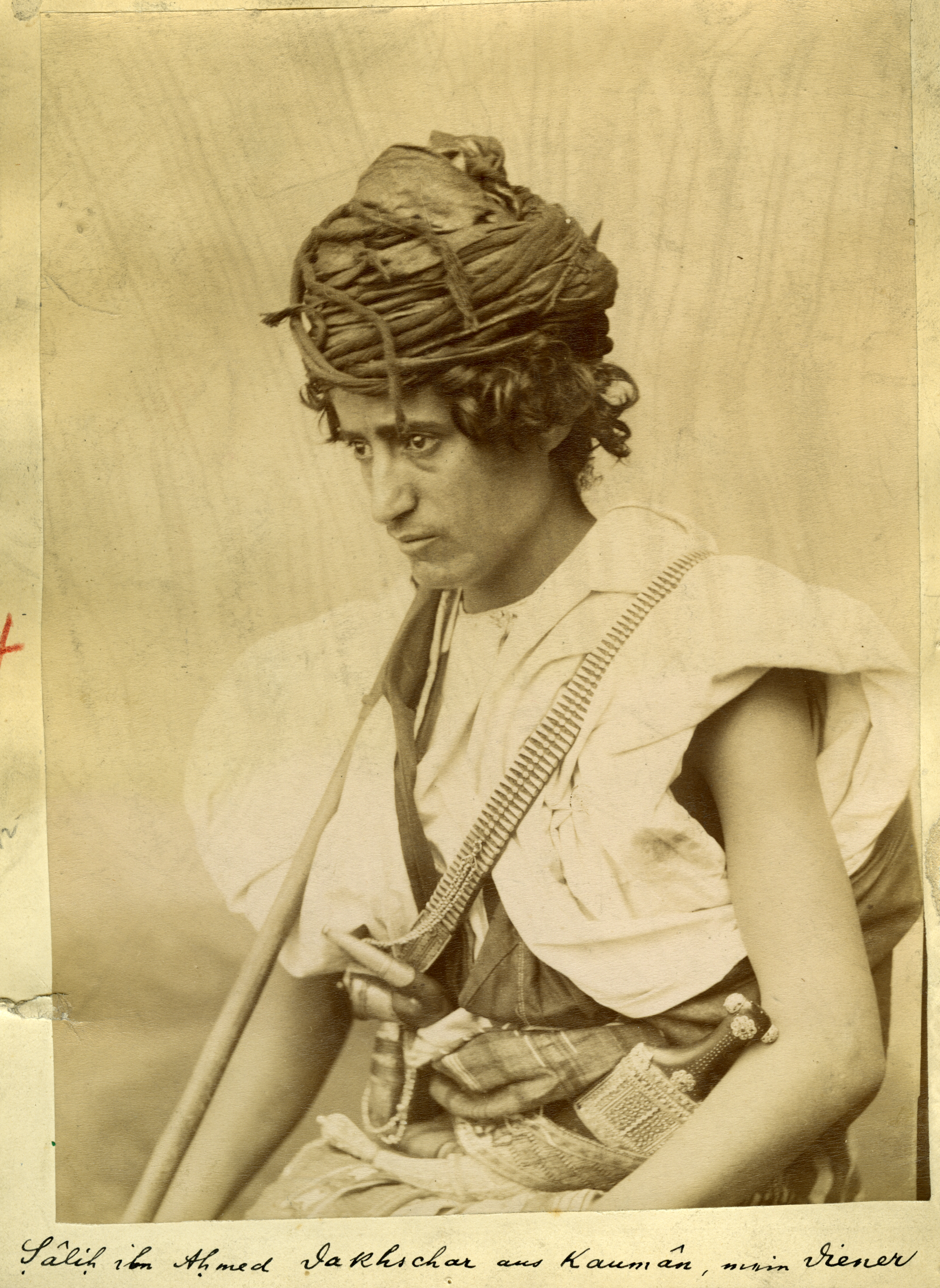
صالح بن أحمد يمني خدم جلاسر خلال رحلته إلى اليمن

تميزت فترة جلاسر في اليمن بالحكم العثماني، وهي فترة ابتليت أيضًا بالحروب بين الجيش التركي وقوات الإمام المنصور محمد بن يحيى حميد الدين (توفي عام 1894) وابنه يحيى حميد الدين (اغتيل عام 1948).
تعرف جلاسر شخصيا بخمسة حكام أتراك في اليمن. ونصح الأتراك بتشجيع البحث في منطقة مأرب (سبأ القديمة) ليثبت بذلك أن السلطان كان مهتمًا بالمساهمة في البحث العلمي في اليمن. اقترح إعادة بناء سد في مأرب بهدف زيادة عدد السكان في الشرق، وكذلك بهدف تعزيز وجود الباب العالي في اليمن. استفاد كلا الجانبين من قربه من القوة العسكرية والإدارية في المناطق الخاضعة للسيطرة العثمانية. رافق جلاسر الحاكم يزيد باشا في معاركه في منطقتي حاشد وأرحب متنكرا بزي مسؤول تركي. دعم يزيد باشا شركة جلاسر في شرائه للوازم والمعدات وكذلك بالمساعدات المالية. كانت علاقتهما علاقة الأخذ والعطاء. بمساعدة الجيش التركي، تمكن من تحقيق خططه ومساعيه العلمية. كان قادرا على السفر في جميع المناطق الممنوعة على الأجانب دخولها. وبذلك، تمكن من نسخ مئات النقوش باللغتين السبئية والعربية.
على الرغم من أن جلاسر نظر بإيجابية إلى الإصلاحات التي بدأها الأتراك، حيث تطرقت تقريبًا إلى كل جانب من جوانب الحياة اليومية في اليمن، بما في ذلك تخفيف القيود المفروضة سابقًا على اليهود، إلا أنه أعرب في أكثر من مرة في مذكراته عن انتقاد معين للجيش التركي وغطرستهم في التعامل مع الشعب اليمني.
على عكس جوزيف هاليفي، الذي ركز فقط على ماضي البلاد المجيد، لاحظ جلاسر ووثق كل شيء رآه في اليمن. أجرى أبحاثًا حول التضاريس والجيولوجيا والجغرافيا، وأعد ورسم خرائط، وأخذ ملاحظات فلكية وجمع بيانات عن الأرصاد الجوية والمناخ والتجارة الاقتصادية، وكذلك عن الحرف الوطنية. قام بجمع معلومات عن الهيكل الاجتماعي والسياسي الحالي لليمن، وتحليل أصل سلطة القيادة القبلية، والعلاقة بين بعض القبائل والحكومة التركية أو بين القبائل والإمام. علاوة على ذلك، درس وحلل الأساليب القضائية المختلفة التي مارستها القبائل والإمام والعثمانيون في اليمن.
ساعدت علاقة جلاسر الودية مع الحاكم المحلي، حسين مأرب، في إجراء البحث في منطقة مأرب. كان جلاسر أول من علم السكان اليمنيين الخط السبئي. أثناء تجواله في المنطقة مع أبناء الحاكم المحلي، اكتشف ما يقرب من مائة نقش قتباني. يعتبر وصفه الطوبوغرافي والجغرافي للطريق إلى مأرب حتى يومنا هذا أهم مساهمة له.

## رحلته الثانية إلى اليمن
خلال رحلته الثانية إلى اليمن، طور إستراتيجية جديدة، واقترح أن يقدم للمتاحف والأرشيفات بعض العناصر من مجموعاته من مخطوطات ويوميات ونسخ من نقوش سبئية، بما في ذلك مادته الإثنوغرافية، من أجل «تسديد» استثمارات ونفقات رحلته الأخيرة، وكذلك لتوفير أموال رحلته المستقبلية إلى اليمن. أثرت مجموعات جلاسر الأرشيفات والمتاحف الأوروبية في لندن وباريس وبرلين وفيينا. إلا أن التعويض لم يصل إلى حد كبير. ومع أنه قد غطى نفقاته، إلا أن الأموال المتبقية لم تكن كافية لتمويل رحلاته المستقبلية. وبالرغم من هذه الصعوبات، اعتبر بحثه مهمة مقدسة يجب أن تستمر.

## رحلته الثالثة إلى اليمن
عند عودته من رحلته الثالثة إلى اليمن عام 1889، اقترح جلاسر على وزارة خارجية النمسا إما أن تحتل أو تشتري من العثمانيين مكانًا حدده على أنه موقع الكتاب المقدس لأوفير، من أجل جعلها مستعمرة نمساوية (لنفس السبب قدم الأدميرال فيلهلم فون تيغيتوف اقتراحًا مشابهًا قبل عشرين عامًا للاستحواذ على سقطرى.